# Gaye Advert
Gaye Advert (praw. Gaye Black, ur. 29 sierpnia 1956, w Bideford, Devon) – brytyjska muzyk punk rockowa, która grała na gitarze basowej w zespole The Adverts, pod koniec lat siedemdziesiątych. Gaye Advert była jedną z pierwszych gwiazd muzyki związanej z ruchem punk.